# Elyse Knox
Elsie Lillian Kornbrath (Hartford; 14 de diciembre de 1917 - Los Ángeles; 16 de febrero de 2012) conocida por su nombre artístico Elyse Knox, fue una actriz, diseñadora y modelo estadounidense.

## Biografía
Knox nació en Hartford, Connecticut. Hija de los inmigrantes austriacos Hermine Sophie Muck y Frederick Kornbrath. Estudió en la Escuela de Moda Traphagen en Manhattan, Nueva York, entonces embarcada en una carrera en diseño de moda. Modeló algunas de sus creaciones propias para la revista Vogue, la cual le dirigió a obtener una oferta de contrato de 20th Century Fox en 1937.

### Vida privada
Mientras estaba apareciendo en el espectáculo radiofónico de Bing Crosby, conoció a la estrella de fútbol americano Tom Harmon, ganador del Trofeo Heisman en 1940. Estuvieron comprometidos para casarse, pero la relación acabó cuando Harmon se unió a las Fuerzas Aéreas del Ejército de los Estados Unidos en 1942. Ese mismo año Knox se casó con el fotógrafo de moda Paul Hesse, quien la había fotografiado en muchos de sus anuncios de impresión y cubiertas de revista, pero el matrimonio fue breve.
Después del divorcio, Harmon regresó de la Segunda Guerra Mundial (tras haber sobrevivido a dos accidentes de avión y estar perdido en la jungla): en 1944 contrajeron matrimonio y estuvieron juntos hasta el fallecimiento de él en 1990. Su vestido de boda estuvo hecho de seda y trozos del paracaídas que Harmon utilizó para salvar su vida.
Con su marido fue madre de los actores Kristin Nelson, Kelly Harmon y Mark Harmon.

### Fallecimiento
Elyse Knox murió en su casa de Los Ángeles, el 16 de febrero de 2012 y a la edad de 94 años.

## Carrera
Knox actuó principalmente en papeles menores o secundarios hasta que en 1942 interpretó un personaje principal con Lon Chaney, Jr. en The Mummy's Tomb, una de las varias películas de terror sobre la Momia que produjo Universal Studios. Con la misma productora apareció en 1944 en Follow the Boys, uno de las muchas películas que durante la Segunda Guerra Mundial pretendían mejorar la moral tanto de los soldados que servían en el extranjero como de la población civil en casa. Knox También fue pin-up durante la guerra, apareciendo en revistas como Yank, publicada semanalmente y distribuida por el Ejército de Estados Unidos.
A finales de 1945, Knox firmó con Monogram para interpretar a Anne Howe, el interés amoroso del boxeador ficticio Joe Palooka en Joe Palooka, Champ. Basada en un cómic muy popular, el éxito de la película hizo que Knox apareciera en cinco producciones más sobre Joe Palooka. Tras actuar en 39 películas, Knox se retiró en 1949 después de haber aparecido en el musical There's a Girl in My Heart.

## Filmografía
| Año  | Película                                    | Personaje                     | Notas                                                                     |
| ---- | ------------------------------------------- | ----------------------------- | ------------------------------------------------------------------------- |
| 1937 | Wake Up and Live                            | Enfermera                     | No acreditada                                                             |
| 1940 | Lillian Russell                             | La hermana de Lillian Russell |                                                                           |
| 1940 | Youth Will Be Served                        | Pamela                        |                                                                           |
| 1940 | Yesterday's Heroes                          | Estudiante (no acreditada)    |                                                                           |
| 1940 | Girl from Avenue A                          | Angela                        |                                                                           |
| 1940 | Girl in 313                                 | Judith Wilson                 |                                                                           |
| 1940 | Star Dust                                   | Estudiante (no acreditada)    |                                                                           |
| 1940 | Free, Blonde and 21                         | Marjorie                      |                                                                           |
| 1941 | Miss Polly                                  | Barbara Snodgrass             |                                                                           |
| 1941 | All-American Co-Ed                          | Estudiante                    | No acreditada                                                             |
| 1941 | Tanks a Million                             | Jeannie                       |                                                                           |
| 1941 | Sheriff of Tombstone                        | Mary Carson                   |                                                                           |
| 1941 | Footlight Fever                             | Eileen Drake                  |                                                                           |
| 1942 | Arabian Nights                              | Esclava                       | No acreditada                                                             |
| 1942 | The Mummy's Tomb                            | Isobel Evans                  |                                                                           |
| 1942 | Top Sergeant                                | Helen Gray                    |                                                                           |
| 1942 | Hay Foot                                    | Betty Barkley                 |                                                                           |
| 1943 | Hi Ya, Sailor                               | Pat Rogers                    |                                                                           |
| 1943 | So's Your Uncle                             | Patricia Williams             |                                                                           |
| 1943 | Hit the Ice                                 | Enfermera Peggy Osborne       |                                                                           |
| 1943 | Mister Big                                  | Alice Taswell                 |                                                                           |
| 1943 | Keep'Em Slugging                            | Suzanne                       |                                                                           |
| 1943 | Don Winslow of the Coast Guard              | Mercedes Colby                |                                                                           |
| 1944 | Army Wives                                  | Jerry van Dyke                |                                                                           |
| 1944 | A Wave, a WAC and a Marine                  | Marian                        |                                                                           |
| 1944 | Moonlight and Cactus                        | Louise Ferguson               |                                                                           |
| 1944 | Follow the Boys                             | Ella                          |                                                                           |
| 1946 | Sweetheart of Sigma Chi                     | Betty Allen                   |                                                                           |
| 1946 | Gentleman Joe Palooka                       | Anne Howe                     |                                                                           |
| 1946 | Joe Palooka, Champ                          | Anne Howe                     |                                                                           |
| 1947 | Linda, Be Good                              | Linda Prentiss                |                                                                           |
| 1947 | Joe Palooka in the Knockout                 | Anne Howe                     |                                                                           |
| 1947 | Black Gold                                  | Ruth Frazer                   |                                                                           |
| 1948 | Joe Palooka in Winner Take All              | Anne Howe                     |                                                                           |
| 1948 | I Wouldn't Be in Your Shoes                 | Ann Quinn                     |                                                                           |
| 1948 | Joe Palooka in Fighting Mad                 | Anne Howe                     |                                                                           |
| 1949 | There's a Girl in My Heart                  | Claire Adamson                |                                                                           |
| 1949 | Joe Palooka in the Counterpunch             | Anne Howe                     |                                                                           |
| 1949 | Forgotten Women                             | Kate Allison                  |                                                                           |
| 1953 | I Was a Burlesque Queen                     | Linda Prentiss                | Nueva versión de Linda, Be Good con secuencias añadidas                   |
| 1999 | Mummy Dearest: A Horror Tradition Unearthed | Isobel Evans                  | Mediometraje documental sobre The Mummy's Tomb dirigido por David J. Skal |